# 26座問題公屋醜聞
26座問題公屋醜聞是1980年代至1990年代多座香港公共屋邨被揭發存在結構問題的事件，一共發現577座由工務司署及152座由香港屋宇建設委員會及香港房屋委員會負責興建的樓宇存在結構問題，總共729座。其中26座因為結構遠低於安全標準而有即時倒塌危險，需要盡快拆卸重建。

## 事件經過
首先被揭發結構有問題的公屋在葵涌葵芳邨。1980年初，只有8年樓齡的葵芳邨第5座及第6座出現嚴重混凝土剝落，經檢驗後發現由於在建屋施工時偷工減料，令混凝土強度大幅低於標準，以致樓宇結構受損，在1982年將葵芳邨第6座進行全面維修，先將全座居民調遷到當時仍同屬荃灣區的大窩口邨（在1985年前，荃灣區範圍為整個荃灣新市鎮、鄰近鄕郊及島嶼，以及北大嶼山部分區域，因人口迅速增長，新市鎮範圍內的葵涌谷、荔景山、貨櫃港及青衣島劃出，成立「葵涌及青衣區」，最終正名為「葵青區」），而工程範圍則包括重灌大部份地台石屎及加厚主力牆，花費5,000萬港元，但由於維修第6座的費用嚴重超支，不符合成本效益，再加上情況在1982至4年間尤為嚴重，故此房屋署在1985年1月13日宣佈將第5座拆卸重建，第5座於是成為了首幢因結構出現問題被拆卸的政府廉租屋。葵芳邨問題公屋事件，為當年的問題公屋醜聞揭開序幕。
1982年1月9日，廉政公署接獲可靠線報，指分別於1971年11月至1973年3月間落成的葵芳邨出現樓宇結構問題，包括混凝土剝落和牆壁滲水，尤其以第6座最為嚴重。
1985年11月21日，政府公佈有577座公屋結構在1982至4年間出現問題，需要維修。而有26座連同一座獨立校舍結構遠低於標準，恐有倒塌之虞，需即時安排清拆，此計劃成為「擴展重建計劃」。其中荃灣新市鎮是重災區，共有四條屋邨、樓齡為12至19年的11座大廈須清拆，而受影響的居民共7.8萬多人，他們需要在四年內遷出，並可以按目標遷出期限，申請入住於1985年竣工之青衣長康邨三期、1989年3月竣工的長安邨安泊樓（1998年起拆售）或1988年竣工之沙田顯徑邨三期（2000年起拆售），亦有部份居民需要遷往當時仍未清拆而結構安全，但需要共用廚房及廁所的第一型徙置大廈、第二型徙置大廈，更有居民甚至需要遷往環境惡劣的臨時房屋區暫住。由於事態嚴重，廉政公署就問題公屋事件著手調查是否有人在興建這些公屋時涉及貪污舞弊。
廉政公署在一年內調查3,000名人士或公司，卻未有突破性的進展，直到1987年初，有兩名涉案者願意擔任污點證人，成為破案的關鍵。案件有3名承建商及7名現任及前任政府人員被控以貪污罪名，1988年3月11日，其中一名涉案人士（蕭漢森）共6項行賄罪名成立，入獄33個月，罰款325,000港元。另一名承建商（潘伯勝）兩項罪名成立，被判入獄3個月，緩刑一年及罰款4,000港元。
1989年起，政府逐步為當時現存徙置大廈及政府廉租屋進行大規模維修。1992年底，第二個整體重建計畫拆卸周期開展時覆檢屋建會及房委會負責興建的公共屋邨，揭發另有152座出現問題，其中華富邨華樂樓、華康樓及華昌樓需於1996年加裝鋼架作鞏固工程以延長壽命。

## 問題公屋

### 需要即時拆卸
| 屋邨名稱 | 樓宇類型                   | 樓宇名稱（座號）          | 混凝土強度（MPa） | 落成年份       | 拆卸年份 | 承建商                 | 安置屋邨                                                                | 重建後原地所屬的樓宇        | 備註 |
| -------- | -------------------------- | ------------------------- | ----------------- | -------------- | -------- | ---------------------- | ----------------------------------------------------------------------- | --------------------------- | --- |
| 葵芳邨   | 新型政府廉租屋             | 第8座                     | 4.67              | 1971年         | 1989年   | 有成建築               | 顯徑邨 長安邨 青欣臨時房屋區                                            | 葵健樓                      | |
| 葵芳邨   | 新型政府廉租屋             | 第9座                     | 4.36              | 1971年         | 1987年   | 有成建築               | （同一屋邨） 葵仁樓 葵智樓 長康邨                                       | 葵信樓 葵安樓 葵德樓        | |
| 葵芳邨   | 新型政府廉租屋             | 第10座                    | 2.4               | 1971年         | 1987年   | 有成建築               | （同一屋邨） 葵仁樓 葵智樓 長康邨                                       | 葵信樓 葵安樓 葵德樓        | |
| 葵芳邨   | 新型政府廉租屋             | 第11座                    | 4.07              | 1971年         | 1987年   | 有成建築               | （同一屋邨） 葵仁樓 葵智樓 長康邨                                       | 葵信樓 葵安樓 葵德樓        | |
| 葵興邨   | 新型政府廉租屋             | 第3座                     | 4.3               | 1971年         | 1989年   | 安利（蕭氏）建築       | 長安邨 青欣臨時房屋區                                                   | 興樂樓                      | 由於第2座是與第3座至第5座相連 故第2至第5座一同於1988年清拆                                                   |
| 葵興邨   | 新型政府廉租屋             | 第4座                     | 3.9               | 1971年         | 1989年   | 安利（蕭氏）建築       | 長安邨 青欣臨時房屋區                                                   | 興福樓                      | 由於第2座是與第3座至第5座相連 故第2至第5座一同於1988年清拆                                                   |
| 葵興邨   | 新型政府廉租屋             | 第5座                     | 4.34              | 1972年         | 1988年   | 安利（蕭氏）建築       | 顯徑邨 葵芳邨                                                           | 興國樓                      | 由於第2座是與第3座至第5座相連 故第2至第5座一同於1988年清拆                                                   |
| 葵盛東邨 | 新型政府廉租屋             | 第18座                    | 5.71              | 1973年         | 1989年   | 德榮建築               | （同一屋邨） 盛豐樓 盛喜樓 青衣不同臨時房屋區                           | 盛安樓                      | |
| 葵盛東邨 | 新型政府廉租屋             | 第20座                    | 5.73              | 1973年         | 1989年   | 德榮建築               | （同一屋邨） 盛豐樓 盛喜樓 青衣不同臨時房屋區                           | 盛興樓                      | |
| 石籬邨   | 第四型徙置大廈             | 第4座                     | 6.58              | 1966年         | 1989年   | 安利（蕭氏）建築       | （同一屋邨） 石興樓 顯徑邨 太和邨                                       | 石安樓 石泰樓               | 由於第5座是與第6座相連，故此一同清拆                                                                         |
| 石籬邨   | 第四型徙置大廈             | 第6座                     | 6.26              | 1966年         | 1989年   | 安利（蕭氏）建築       | （同一屋邨） 石興樓 顯徑邨 太和邨                                       | 石安樓 石泰樓               | 由於第5座是與第6座相連，故此一同清拆                                                                         |
| 石籬邨   | 「火柴盒」小學（獨立校舍） | （不適用）                |                   | 1970年         | 1989年   | 宏昌建築               | （同一屋邨） 舊陶秀小學校舍                                             | （同一屋邨） 石富樓         | 該校舍為石籬宣道小學，是全港唯一一座被列為危樓的同類獨立校舍                                                 |
| 白田邨   | 第六型徙置大廈             | 第14座                    | 5.3               | 1971年－1972年 | 1989年   | 德榮建築               | 南昌邨 石硤尾邨改裝第一型 大坑東邨改裝第一型                            | 翠田樓 裕田樓 潤田樓        | |
| 白田邨   | 第六型徙置大廈             | 第15座                    | 5.0               | 1971年－1972年 | 1989年   | 德榮建築               | 南昌邨 石硤尾邨改裝第一型 大坑東邨改裝第一型                            | 翠田樓 裕田樓 潤田樓        | |
| 白田邨   | 第六型徙置大廈             | 第16座                    | 5.78              | 1971年－1972年 | 1989年   | 德榮建築               | 南昌邨 石硤尾邨改裝第一型 大坑東邨改裝第一型                            | 翠田樓 裕田樓 潤田樓        | |
| 慈愛邨   | 第四型徙置大廈             | （慈雲山邨）第40座 愛寧樓 | 5.8               | 1966年         | 1989年   | 待補                   | 竹園南邨 竹園北邨 黃大仙下（一）邨 （在後者樓宇落成前暫住慈安邨安合樓） | 慈正邨 正德樓               | 由於救世軍光慈學校是與第40座相連，故此一同清拆                                                               |
| 慈民邨   | 第四型徙置大廈             | （慈雲山邨）第61座 民智樓 | 6.16              | 1966年         | 1989年   | 待補                   | 竹園南邨 竹園北邨 黃大仙下（一）邨 （在後者樓宇落成前暫住慈安邨安合樓） | 慈民邨全部樓宇 慈安苑安欣閣 | 由於聖公會約榮小學及葛師校友會慈雲山學校是與第61座相連，故此一同清拆                                         |
| 慈民邨   | 第四型徙置大廈             | （慈雲山邨）第62座 民裕樓 | 5.34              | 1966年         | 1989年   | 待補                   | 竹園南邨 竹園北邨 黃大仙下（一）邨 （在後者樓宇落成前暫住慈安邨安合樓） | 慈民邨全部樓宇 慈安苑安欣閣 | 與該邨在1994年重建落成的3幢分別同名大廈並無關係                                                              |
| 慈民邨   | 第四型徙置大廈             | （慈雲山邨）第63座 民健樓 | 6.17              | 1966年         | 1989年   | 待補                   | 竹園南邨 竹園北邨 黃大仙下（一）邨 （在後者樓宇落成前暫住慈安邨安合樓） | 慈民邨全部樓宇 慈安苑安欣閣 | 與該邨在1994年重建落成的3幢分別同名大廈並無關係                                                              |
| 慈民邨   | 第四型徙置大廈             | （慈雲山邨）第64座 民泰樓 | 5.72              | 1966年         | 1989年   | 待補                   | 竹園南邨 竹園北邨 黃大仙下（一）邨 （在後者樓宇落成前暫住慈安邨安合樓） | 慈民邨全部樓宇 慈安苑安欣閣 | 與該邨在1994年重建落成的3幢分別同名大廈並無關係                                                              |
| 慈民邨   | 第四型徙置大廈             | （慈雲山邨）第65座 民欣樓 | 8.32              | 1966年         | 1989年   | 待補                   | 竹園南邨 竹園北邨 黃大仙下（一）邨 （在後者樓宇落成前暫住慈安邨安合樓） | 慈民邨全部樓宇 慈安苑安欣閣 | |
| 秀茂坪邨 | 第五型徙置大廈             | 第26座                    | 6.24              | 1968年         | 1991年   | 福利建築               | 興田邨 順天邨                                                           | 秀安樓                      | 於1988年封閉；由於第27座是與第26座相連，第26、27座一同拆卸                                                   |
| 藍田邨   | 第四型徙置大廈             | 第12座                    | 6.22              | 1968年         | 1991年   | 待補                   | 興田邨 顯徑邨                                                           | 啟田邨                      | 於1989年封閉；由於中華傳道會牧幼學校、培成小學、新會商會藍田學校及第11、14座是與第12、13座相連，因此一同拆卸 |
| 藍田邨   | 第四型徙置大廈             | 第13座                    | 5.29              | 1968年         | 1991年   | 待補                   | 興田邨 顯徑邨                                                           | 啟田邨                      | 於1989年封閉；由於中華傳道會牧幼學校、培成小學、新會商會藍田學校及第11、14座是與第12、13座相連，因此一同拆卸 |
| 藍田邨   | 第六型徙置大廈             | 第17座                    | 6.2               | 1969年         | 1988年   | 德榮建築               | 興田邨 顯徑邨                                                           | 平田邨 平善樓               | 與之相連的第16座、第18座未有拆卸，直至全邨重建成平田邨                                                       |
| 石排灣邨 | 第四型徙置大廈             | 第2座                     | 7.1               | 1966年         | 1988年   | 德榮建築               | 利東邨                                                                  | 香港仔聖伯多祿天主教小學    | 拆卸初期改建成花園，直至全邨重建                                                                             |
| 黃竹坑邨 | 新型政府廉租屋             | 第9座                     | 5.77              | 1973年         | 1988年   | 德榮建築、遠東營造工程 | 利東邨 鴨脷洲邨 華富邨                                                  | 港鐵黃竹坑車廠 港島南岸     | 拆卸初期改建成花園，直至全邨拆卸改建                                                                         |

### 不需要即時拆卸
| 屋邨名稱     | 樓宇類型                      | 樓宇名稱（座號）     | 混凝土強度（MPa） | 落成年份 | 拆卸年份              | 承建商                 | 備註         |
| ------------ | ----------------------------- | -------------------- | ----------------- | -------- | --------------------- | ---------------------- | ------------ |
| 興華（二）邨 | 舊長型大廈 （第七型徙置大廈） | 展興樓（第2座）      | 12.62             | 1976年   | 未拆卸                | 有成建築               |              |
| 興華（二）邨 | 舊長型大廈 （第七型徙置大廈） | 和興樓（第3座）      | 13.94             | 1976年   | 未拆卸                | 有成建築               |              |
| 興華（二）邨 | 舊長型大廈 （第七型徙置大廈） | 豐興樓（第5座）      | 7.38              | 1976年   | 未拆卸                | 有成建築               |              |
| 興華（二）邨 | 舊長型大廈 （第七型徙置大廈） | 樂興樓（第7座）      | 7.69              | 1976年   | 未拆卸                | 有成建築               |              |
| 華富邨       | 舊長型                        | 華樂樓（第3及4座）   | 6.80              | 1968年   | 預計2027-2028年       | 德榮建築               | 安裝鋼架加固 |
| 華富邨       | 舊長型                        | 華光樓（第9及10座）  | ~10.0             | 1968年   | 預計2031年            | 德榮建築               |              |
| 華富邨       | 舊長型                        | 華珍樓（第12及13座） | ~7.0              | 1968年   | 預計2031年            | 嘉民建設工程           |              |
| 華富邨       | 舊長型                        | 華康樓（第14座）     | 6.50              | 1968年   | 預計2031年            | 嘉民建設工程           | 安裝鋼架加固 |
| 華富邨       | 舊長型                        | 華基樓（第15及16座） | ~10.0             | 1968年   | 預計2031年            | 德榮建築               |              |
| 華富邨       | 雙塔式                        | 華昌樓（第5座）      | 6.45              | 1970年   | 預計2028年            | 德榮建築               | 安裝鋼架加固 |
| 華富邨       | 雙塔式                        | 華興樓（第6座）      | ~8.0              | 1970年   | 預計2028年            | 德榮建築               |              |
| 愛民邨       | 雙塔式                        | 敦民樓（K座）        | 14.54             | 1975年   | 未拆卸                | 安利（蕭氏）建築       |              |
| 南山邨       | 舊長型                        | 南逸樓               | 10.38             | 1979年   | 未拆卸                | 興記建築               |              |
| 瀝源邨       | 舊長型大廈 （第七型徙置大廈） | 榮瑞樓（第1座）      | ~10.0             | 1975年   | 未拆卸                | 宏昌建築               |              |
| 瀝源邨       | 舊長型大廈 （第七型徙置大廈） | 華豐樓（第2座）      | 12.88             | 1975年   | 未拆卸                | 宏昌建築               |              |
| 瀝源邨       | 舊長型大廈 （第七型徙置大廈） | 富裕樓（第3座）      | 11.36             | 1975年   | 未拆卸                | 宏昌建築               |              |
| 瀝源邨       | 舊長型大廈 （第七型徙置大廈） | 貴和樓（第4座）      | 11.95             | 1975年   | 未拆卸                | 宏昌建築               |              |
| 瀝源邨       | 舊長型大廈 （第七型徙置大廈） | 福海樓（第5座）      | 7.13              | 1975年   | 未拆卸                | 宏昌建築               |              |
| 葵盛西邨     | 舊長型大廈 （第七型徙置大廈） | 第1座                |                   | 1977年   | 未拆卸                | 德榮建築               |              |
| 葵盛西邨     | 舊長型大廈 （第七型徙置大廈） | 第2座                |                   | 1977年   | 未拆卸                | 德榮建築               |              |
| 葵盛西邨     | 舊長型大廈 （第七型徙置大廈） | 第3座                |                   | 1976年   | 未拆卸                | 德榮建築               |              |
| 葵盛西邨     | 舊長型大廈 （第七型徙置大廈） | 第5座                | 9.27              | 1976年   | 未拆卸                | 德榮建築               |              |
| 葵盛西邨     | 舊長型大廈 （第七型徙置大廈） | 第6座                | 6.80              | 1976年   | 未拆卸                | 德榮建築               |              |
| 葵盛西邨     | 舊長型大廈 （第七型徙置大廈） | 第7座                | 9.40              | 1976年   | 未拆卸                | 德榮建築               |              |
| 葵盛西邨     | 舊長型大廈 （第七型徙置大廈） | 第8座                | 6.93              | 1976年   | 未拆卸                | 德榮建築               |              |
| 葵盛西邨     | 舊長型大廈 （第七型徙置大廈） | 第9座                | 8.40              | 1976年   | 未拆卸                | 德榮建築               |              |
| 大興邨       | 大十字型                      | 興耀樓               | 16.71             | 1979年   | 未拆卸                | 鴻運建築               |              |
| 彩雲一邨     | 雙工字型（第一代）            | 時雨樓（第18座）     |                   | 1980年   | 未拆卸                | 均利建築               |              |
| 彩雲一邨     | 雙工字型（第一代）            | 飛鳳樓（第15座）     |                   | 1980年   | 未拆卸                | 均利建築               |              |
| 彩雲一邨     | 雙工字型（第一代）            | 星辰樓（第17座）     |                   | 1980年   | 未拆卸                | 均利建築               |              |
| 荔景邨       | 舊長型大廈 （第七型徙置大廈） | 風景樓（第1座）      |                   | 1975年   | 未拆卸                | 德榮建築               |              |
| 荔景邨       | 舊長型大廈 （第七型徙置大廈） | 和景樓（第2座）      |                   | 1975年   | 未拆卸                | 德榮建築               |              |
| 荔景邨       | 舊長型大廈 （第七型徙置大廈） | 明景樓（第4座）      |                   | 1975年   | 未拆卸                | 德榮建築               |              |
| 福來邨       | 舊長型                        | 永寧樓（第1及2座）   |                   | 1963年   | 未拆卸                | 聯星建築               |              |
| 葵興邨       | 新型政府廉租屋                | 第1座                |                   | 1970年   | 1992年                | 福利建築               | 安裝鋼架加固 |
| 慈愛邨       | 第四型徙置大廈                | 愛勤樓（第47座）     |                   | 1966年   | 1992年                | 待補                   | 安裝鋼架加固 |
| 慈樂邨       | 第四型徙置大廈                | 樂旺樓（第16座）     |                   | 1965年   | 1992年                | 待補                   | 安裝鋼架加固 |
| 慈樂邨       | 第三型徙置大廈                | 樂美樓（第19座）     |                   | 1965年   | 1990年                | 待補                   | 安裝鋼架加固 |
| 慈樂邨       | 第三型徙置大廈                | 樂奐樓（第20座）     |                   | 1965年   | 1990年                | 待補                   | 安裝鋼架加固 |
| 梨木樹邨     | 新型政府廉租屋                | 第7座                |                   | 1972年   | 1995年                | 德榮建築               | 安裝鋼架加固 |
| 梨木樹邨     | 新型政府廉租屋                | 第11座               |                   | 1971年   | 2001年                | 德榮建築               | 安裝鋼架加固 |
| 東頭邨       | 第四型徙置大廈                | 第22座               | 7.00              | 1965年   | 2013年 （原訂1992年） | 德榮建築、遠東營造工程 | 安裝鋼架加固 |
| 東頭邨       | 第四型徙置大廈                | 第23座               | ~10.0             | 1967年   | 2003年                | 德榮建築、遠東營造工程 |              |
| 美東邨       | 舊長型大廈 （第七型徙置大廈） | 美東樓               |                   | 1974年   | 2021年                | 德榮建築               |              |
| 油塘邨       | 第六型徙置大廈                | 第22座               |                   | 1971年   | 1993年                | 德榮建築               |              |
| 油塘邨       | 第六型徙置大廈                | 第23座               |                   | 1971年   | 1993年                | 德榮建築               |              |
| 油塘邨       | 第六型徙置大廈                | 第24座               |                   | 1971年   | 1993年                | 德榮建築               |              |
| 油塘邨       | 第六型徙置大廈                | 第25座               |                   | 1971年   | 1993年                | 德榮建築               |              |
| 油塘邨       | 第六型徙置大廈                | 第26座               |                   | 1971年   | 1993年                | 德榮建築               |              |
| 山谷道邨     | 舊型政府廉租屋                | 第1座                |                   | 1964年   | 2002年                | 安利（蕭氏）建築       |              |
| 山谷道邨     | 舊型政府廉租屋                | 第2座                |                   | 1964年   | 2002年                | 安利（蕭氏）建築       |              |
| 山谷道邨     | 舊型政府廉租屋                | 第3座                |                   | 1964年   | 2002年                | 安利（蕭氏）建築       | 安裝鋼架加固 |
| 山谷道邨     | 舊型政府廉租屋                | 第4座                |                   | 1964年   | 2002年                | 安利（蕭氏）建築       | 安裝鋼架加固 |
| 山谷道邨     | 舊型政府廉租屋                | 第5座                |                   | 1964年   | 2002年                | 安利（蕭氏）建築       |              |
| 山谷道邨     | 舊型政府廉租屋                | 第6座                |                   | 1964年   | 2001年                | 安利（蕭氏）建築       | 安裝鋼架加固 |
| 山谷道邨     | 舊型政府廉租屋                | 第7座                |                   | 1964年   | 2001年                | 安利（蕭氏）建築       |              |
| 山谷道邨     | 舊型政府廉租屋                | 第8座                |                   | 1964年   | 2001年                | 安利（蕭氏）建築       |              |
| 山谷道邨     | 舊型政府廉租屋                | 第9座                |                   | 1964年   | 2001年                | 安利（蕭氏）建築       |              |
| 山谷道邨     | 舊型政府廉租屋                | 第10座               |                   | 1964年   | 2001年                | 安利（蕭氏）建築       |              |
| 山谷道邨     | 舊型政府廉租屋                | 第11座               |                   | 1964年   | 2001年                | 安利（蕭氏）建築       |              |
| 山谷道邨     | 舊型政府廉租屋                | 第12座               |                   | 1964年   | 2002年                | 安利（蕭氏）建築       |              |
| 山谷道邨     | 舊型政府廉租屋                | 第14座               |                   | 1964年   | 2002年                | 安利（蕭氏）建築       |              |
| 山谷道邨     | 舊型政府廉租屋                | 第15座               |                   | 1964年   | 2002年                | 安利（蕭氏）建築       |              |
| 山谷道邨     | 舊型政府廉租屋                | 第16座               |                   | 1964年   | 2002年                | 安利（蕭氏）建築       |              |
| 山谷道邨     | 舊型政府廉租屋                | 第17座               |                   | 1964年   | 2002年                | 安利（蕭氏）建築       |              |
| 李鄭屋邨     | 第一型徙置大廈                | 第11座               |                   | 1955年   | 1984年                | 待補                   |              |
| 李鄭屋邨     | 第一型徙置大廈                | 第13座               |                   | 1955年   | 1984年                | 待補                   |              |
| 李鄭屋邨     | 第一型徙置大廈                | 第14座               |                   | 1955年   | 1984年                | 待補                   |              |
| 李鄭屋邨     | 第一型徙置大廈                | 第15座               |                   | 1955年   | 1984年                | 待補                   |              |
| 李鄭屋邨     | 第一型徙置大廈                | 第16座               |                   | 1955年   | 1984年                | 待補                   |              |

### 不在「需要即時拆卸」及「不需要即時拆卸」名單之中但混凝土強度嚴重不足的樓宇
| 屋邨名稱 | 樓宇類型       | 樓宇名稱（座號） | 混凝土強度（MPa） | 落成年份 | 拆卸年份   | 承建商                | 備註         |
| -------- | -------------- | ---------------- | ----------------- | -------- | ---------- | --------------------- | ------------ |
| 北角邨   | 舊長型         | 西大樓           |                   | 1957年   | 2003年     | 昌利建築              |              |
| 西環邨   | 舊長型         | 東苑臺           |                   | 1958年   | 預計2028年 | 嘉民建設工程          |              |
| 西環邨   | 舊長型         | 南苑臺           |                   | 1959年   | 預計2028年 | 嘉民建設工程          |              |
| 西環邨   | 舊長型         | 中苑臺           |                   | 1959年   | 預計2028年 | 嘉民建設工程          |              |
| 馬頭圍邨 | 舊長型         | 玫瑰樓           |                   | 1962年   | 待定       | 聯星建築 （保華德祥） |              |
| 馬頭圍邨 | 舊長型         | 夜合樓           |                   | 1962年   | 待定       | 聯星建築 （保華德祥） |              |
| 馬頭圍邨 | 舊長型         | 芙蓉樓           |                   | 1962年   | 待定       | 聯星建築 （保華德祥） |              |
| 彩虹邨   | 舊長型         | 紫薇樓           |                   | 1962年   | 預計2042年 | 德榮建築              |              |
| 彩虹邨   | 舊長型         | 錦雲樓           |                   | 1964年   | 預計2035年 | 德榮建築              |              |
| 葵涌邨   | 第三型徙置大廈 | 第12座           | 4.8               | 1965年   | 2000年     | 安利（蕭氏）建築      | 安裝鋼架加固 |
| 石蔭邨   | 新型政府廉租屋 | 第3座            |                   | 1968年   | 1995年     | 有成建築              | 安裝鋼架加固 |

## 被捕人士
| 被告                          | 身份                         | 被捕時年齡 | 控罪 | 判刑                                 | 備註                                                        |
| ----------------------------- | ---------------------------- | ---------- | --- | ------------------------------------ | ----------------------------------------------------------- |
| 蕭漢森                        | 安利（蕭氏）建築有限公司東主 | 62         | - 1970年2月16日至1973年12月間，就安利公司承建何文田邨時，五次向工務局管工林柯森行賄港幣10,000元（合計50,000元），作為林在職務上給予方便的報酬； - 1968年12月間，就安利公司承建葵興邨時，向工務局一名外籍物資測量員行賄300元，作為他在工作上給予方便的報酬。 | 入獄33個月及罰款港幣325,000元        |                                                             |
| 何良                          | 有成建築有限公司前東主       | 70         | - 1966年8月至1967年10月間，就承建牛頭角邨，三次向工務局管工林柯森行賄港幣，每次約5,000至6,000元； - 1973年至1975年間，就承建梨木樹邨，三次向林柯森提供金錢利益，合計港幣30,000元，作為林在職務上給予方便的報酬。                                            | 未有起訴                             | 擔任污點證人，廉署以何良患病為理由暫不起訴，1991年2月去世。 |
| 潘伯勝                        | 大盛公司建築前經理           | 53         | - 1965年3月7日至1966年11月15日間，就大盛公司承建牛頭角上邨時，兩次向工務局管工林柯森行賄港幣2,000元（合計4,000元）。 | 入獄3個月，緩刑一年及罰款港幣4,000元 |                                                             |
| 譚榮亨                        | 前任工務局助理工程監督       | 49         | - 1970年2月15日至1971年5月14日間，就安利公司承建何文田邨時，兩次收受男子李柏明300至500元賄款，作為給予工程上方便的報酬。 | 無罪釋放                             |                                                             |
| 林復華                        | 前工務局監督                 | 62         | |                                      |                                                             |
| 張沃枝                        | 建築署工程技術主任           | 54         | |                                      |                                                             |
| 彭展亞                        | 建築署工程監督               | 42         | |                                      |                                                             |
| 楊文耀（Young Henry Kenneth） | 退休工務局工程監督           | 64         | |                                      |                                                             |
| 李強勝                        | 前工務局管工                 | 44         | |                                      |                                                             |
| 蘇家翹                        | 退休工務局測量員             | 58         | |                                      |                                                             |

## 後果
- 房委會事後將有問題樓宇分為四等，其中26座因為結構遠低於安全標準而有即時倒塌危險，需要盡快拆卸重建（即第一等「問題公屋」）。

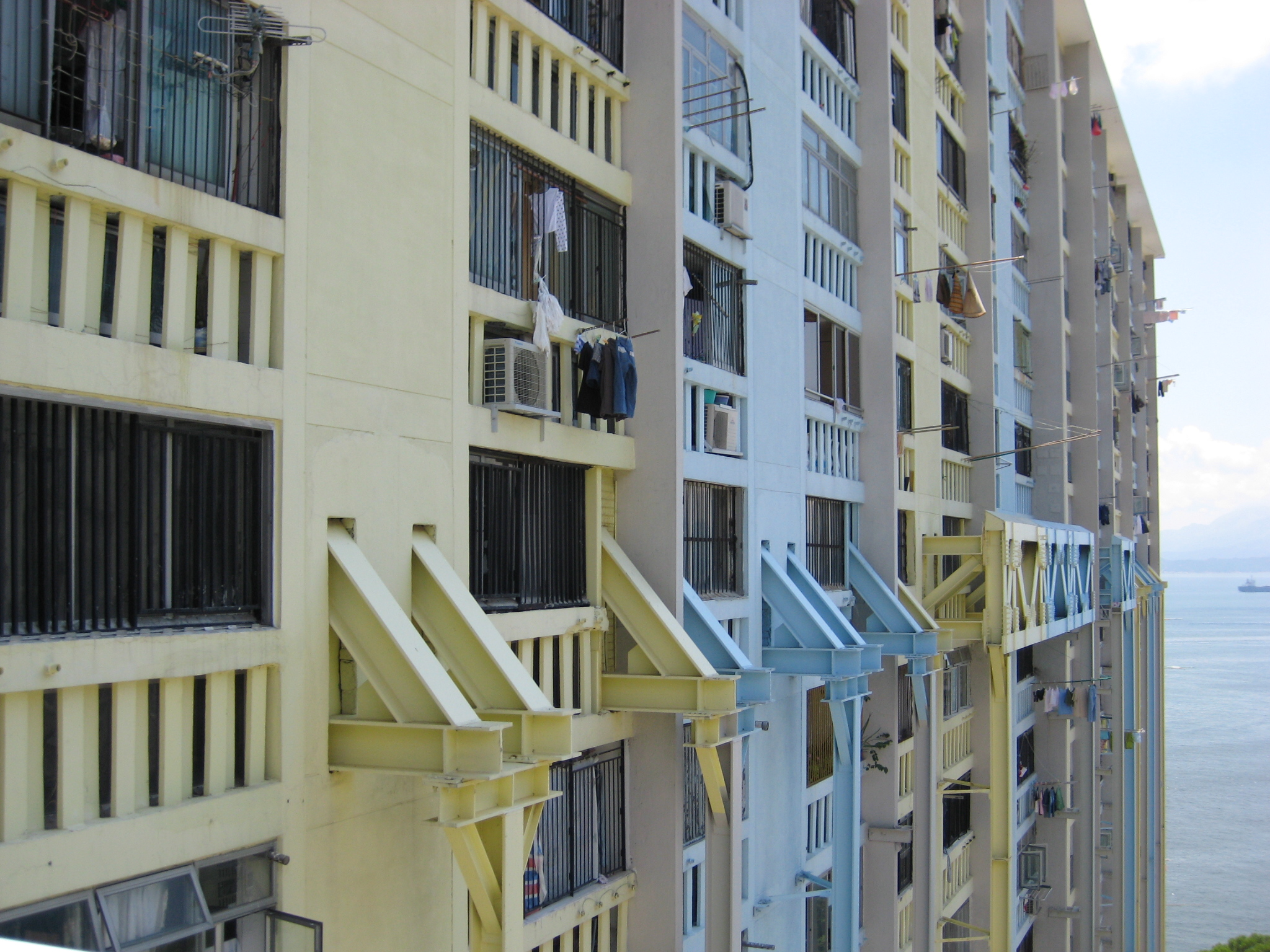
華富邨華康樓為其中一座須進行鞏固工程的大廈，可見其中一層已清空並使用鋼架連接地下與該樓層
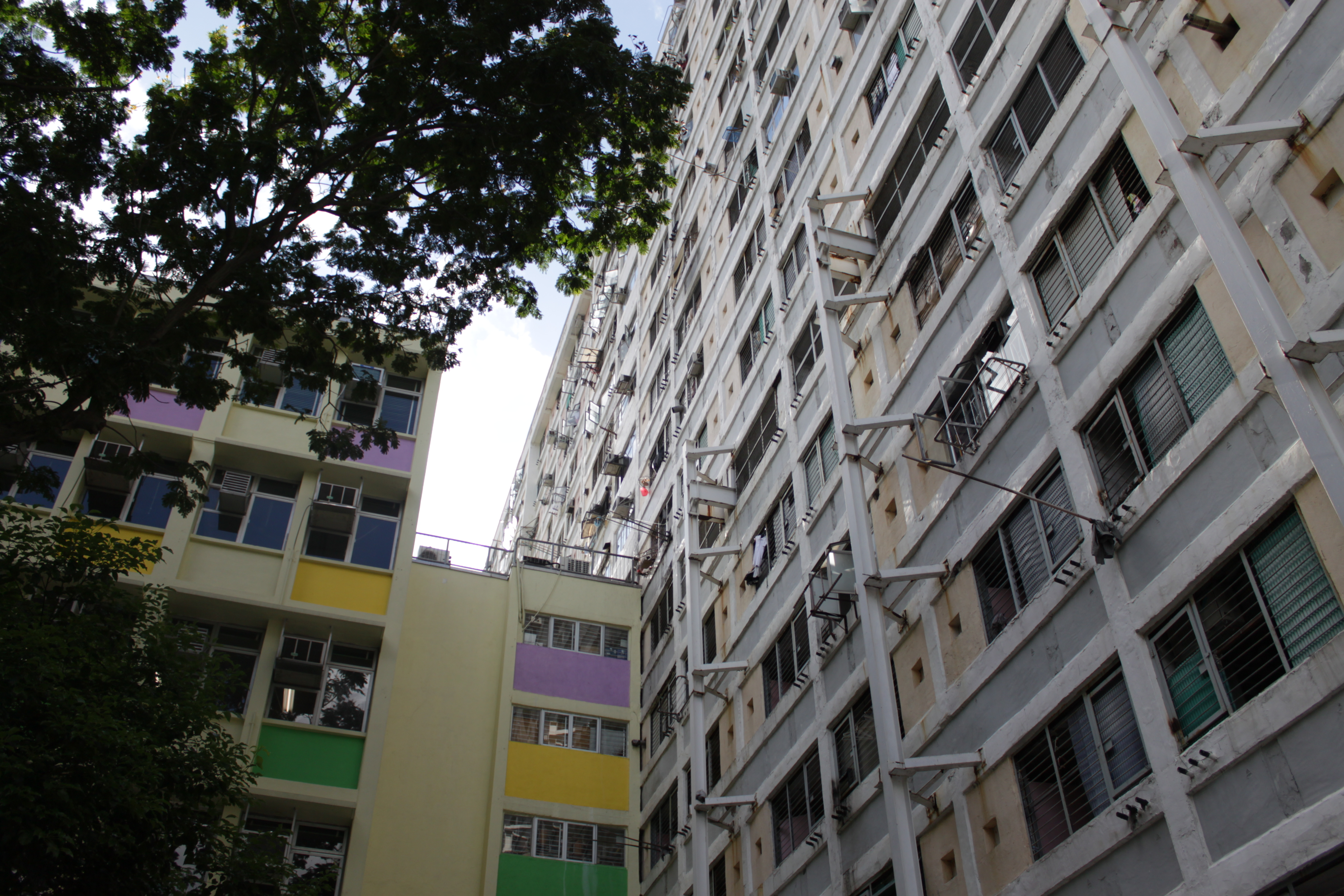
拆卸前的東頭邨22座-原擬於1992年拆卸，但在加設支撐鋼架後延遲至2013年才進行清拆重建

- 其餘551座樓宇存在結構問題，當中118座被列為第二至三等的樓宇須進行鞏固工程，加上不少不合規格的公屋為政府廉租屋或徙置屋邨樓宇。因此行政局在1987年通過長遠房屋策略，在2001年前將所有第三至六型公屋大廈（徙置屋邨）及政府廉租屋清拆重建[9]。而此等「整體重建計劃」下受影響的樓宇，隨著牛頭角下邨（二區）於2011年清拆，全部已經拆卸重建。

- 重大鞏固工程分為三種：
  - 第一種以鋼槽連接大廈伸縮縫兩側，避免在強風下出現不正常擺動（共有43座）；
  - 第二種以鋼柱撐起強度不足的內部主力牆（共有30座）（而需接受第一及第二種維修樓宇，分類為第三等「問題公屋」）；
  - 第三種則於已清空並打通的樓宇中層（第三型徙廈為3樓、第四型徙廈為7樓、政府廉租屋為8或10樓）與地下間加裝鋼架，以分擔樓宇上部的重量；情況較嚴重的樓宇（如東頭邨22座）的鋼架需橫跨整幢大廈，而只有一邊主力結構不及格者（如重建前的慈樂邨樂旺樓），其鋼架只需橫跨半幢大廈（共有11座，是為第二等「問題公屋」）。
- 當中，多數樓宇在重大鞏固工程後不久（三個月至一年半內）已經拆卸，僅東頭邨22座（2013年拆卸）及華富邨其中三座樓宇（華樂樓、華康樓及華昌樓）可以因而延長使用壽命超過20及30年。

- 而在進行鞏固工程後改作中轉房屋及單身長者公屋的四幢樓宇（葵盛東邨12座、東頭邨22座、石籬邨10及11座），雖然被剔出「整體重建計劃」，但亦因維修成本高昂而分別在2011、2013及2023年被拆卸重建。

- 至於涉事的原屋宇建設委員會樓宇、房委會設計及興建的大廈及第七型大廈於1992年才被揭發，目前只有華富邨、西環邨、馬頭圍邨及彩虹邨已有重建計劃，白田邨及美東邨的第七型大廈已拆卸，而北角邨及蘇屋邨則已完成重建；而政府亦於2019年5月宣布，在十五年內不擬拆卸除已開展項目外的第七型及原屋宇建設委員會樓宇，意味「問題公屋」的影響短中期內仍會存在。

- 此外，729座牽涉此事的樓宇當中，有七條在房委會時代才竣工的屋邨樓宇受影響，但最後僅瀝源邨、大興邨、葵盛西邨及石硤尾邨四宗案件索償成功；彩雲邨案件則因合約未附厘印，導致追討賠償期限縮短至兩年，最後無法索償。

- 而在此事件揭發後，為安置需要在短期內拆卸樓宇內的1-2人戶居民，房委會將部份「整體重建計劃」較後期清拆的徙置大廈、舊長型、Y1型的標準單位分拆為兩個共用露台及廁所的小型單位，及Y3型、Y4型大廈（尤其是指定接收屋邨）的大單位，分拆為若干個實用面積低至約150平方尺的小單位，成為香港最早期出現的「劏房」。

- 由於部分第一型及第二型徙置大廈於1985年醜聞揭發前經已拆卸，因此問題公屋總數實際可能遠超公佈數量。

- 部分學校受到公屋醜聞事件影響，被逼殺校或者需要搬遷至其他地區安置校舍，導致不同師生需要轉讀其他區內學校。

## 改編電視劇
廉政行動1992之《危樓驚夢》改編自此事件，由江漢飾演影射蕭漢森之角色曹公林 （页面存档备份，存于）。

## 外部連結
- 1985鏗鏘集-居安思危（页面存档备份，存于）
- 1992年-廉政行動-危樓驚夢（页面存档备份，存于）
- 1989年-星期一檔案-爛攤子1（页面存档备份，存于）
- 1989年-星期一檔案-爛攤子2（页面存档备份，存于）
- 時事追擊-公屋醜聞（页面存档备份，存于）